# Schwarz Rot Gold (Fernsehserie)
Schwarz Rot Gold ist der Titel einer ARD-Fernsehserie mit Uwe Friedrichsen, die von 1982 bis 1995 produziert wurde. Sie handelt von Kriminalfällen im Bereich der Hamburger Zollfahndung.

## Inhalt
Der bärbeißige Zollfahnder Zaluskowski ermittelt Wirtschaftsvergehen im Umfeld des Hamburger Hafens. Unterstützt wird er dabei von seinen Kollegen Hobel, Doellke, Globig und zeitweise Grosser. Über seine Ermittlungen muss er seinem Chef Brauer Rechenschaft ablegen. Thematisiert wurden in der Fernsehserie insbesondere Steuerdelikte und andere Verstöße gegen Zollrecht.

## Figuren

### Hans Zaluskowski
Hans Zaluskowski, genannt „Zalus“, später „Zalu“ (Uwe Friedrichsen), ist Zollamtmann, später Zollamtsrat im Zollfahndungsamt Hamburg und Leiter eines Ermittlerteams. Zaluskowski wird als kenntnisreicher Zollbeamter mit langjähriger Berufserfahrung präsentiert, der zahlreiche Kniffe kennt und auch rechtlich bewandert ist. Abordnungen und Ermittlungen führen ihn unter anderem nach Wien, Ost-Berlin, Genua, Zürich, Brüssel und Hongkong. In der Folge Stoff bilden Zaluskowski und Doellke zusammen mit Kriminalpolizisten die gemeinsame Ermittlungsgruppe Rauschgift. In der Folge Geld stinkt leitet Zaluskowski für das Zollkriminalamt eine internationale Fahndungsgruppe. Er wirkt gelegentlich – vor allem wenn Ermittlungen ins Stocken geraten oder er von anderen Dienststellen oder Gerichten ausgebremst wird – etwas bärbeißig, hält seinen Leuten aber den Rücken frei und ist bei ihnen trotz gelegentlicher Meinungsverschiedenheiten gut angesehen. Er ist verheiratet und lebt mit Frau und Sohn, der Zahnmedizin studiert, in einer Hochhaussiedlung in Farmsen.
Der Name Zaluskowski ist eine Mischung aus den Namen der realen Zoll-Mitarbeiter Zabel, Luckwald und Salewski; Rolf Zabel war an der Drehbuchentwicklung seit 1979 beteiligt und von 1988 bis 1998 Leiter des Zollfahndungsamts Hamburg.

### Siegfried Hobel
Siegfried Hobel, genannt „Siggi“ (Siegfried Kernen), ist Zolloberinspektor im Zollfahndungsamt Hamburg. Er übernimmt während Zaluskowskis Abwesenheit oftmals die Leitung der Gruppe. Er ist der einzige Mitarbeiter, mit dem sich Zalu von Anfang an duzt. Da Hobel und Zaluskowski ungefähr gleichaltrig sind, kann vermutet werden, dass sie einst zusammen bei der Zollfahndung angefangen haben und deshalb schon lange miteinander bekannt sind. Dies wird aber nie thematisiert. Der bebrillte, korrekt auftretende, eher humorlose Hobel entspricht ungefähr dem Bild des „typischen Beamten“. Aus seinem Privatleben ist nur bekannt, dass er alleinstehend ist und sich um seine aus der Schweiz stammende Mutter kümmert.

### Maximilian Doellke
Maximilian Doellke, genannt „Max“ (George Meyer-Goll), ist in Unser Land neu in der Zollfahndung. Zusammen mit Zaluskowski wird er in der Gemeinsamen Ermittlungsgruppe Rauschgift eingesetzt. Er hat mehrere Freundinnen, trägt Bart und lange Haare und scheint von der Hippie-Generation der 1970er Jahre geprägt zu sein. In der Folge Mission in Hongkong helfen Verwandte von Doelkes Freundin Zaluskowski bei der Aufklärung des Falles.

### Globig
Globig (Edgar Bessen) gehört ebenfalls zur Gruppe um Zaluskowski. Sein Vorname bleibt unerwähnt. In einer Folge wird er als leidenschaftlicher Fußballfan und Anhänger des FC St. Pauli gezeigt. Außer dass er verheiratet ist, wird sein Privatleben nicht näher beleuchtet.

### Müller
Müller (Udo Thomer) ist Zollamtmann im Zollfahndungsamt Hamburg. Er arbeitet teilweise in Zaluskowskis Abteilung. In der Folge Schwarzer Kaffee wird er als ein sich etwas zu ernst nehmender Spezialist dargestellt, den Zaluskowski und seine Kollegen teilweise auf die Schippe nehmen. In der Folge Hammelsprung bearbeitet er als Sachbearbeiter im Hauptzollamt Jonas, Hamburg, unter anderem die Subventionsanträge für Ausfuhren von bestimmten europäischen Exportartikeln, hier Pecorino Sardo, Schafkäse aus Sardinien.

### Grosser
Grosser (Helmut Zierl) ist neu in der Zollfahndung. In Zaluskowskis Abteilung muss er sich erst einmal dessen Anerkennung erarbeiten, was ihm aber gelingt. Sein Charakter soll den jungen „Draufgänger“ darstellen, der ein ziemlicher Frauenheld ist. Seinen Charme setzt Grosser auch häufig bei den Ermittlungen ein.

### Haider
Haider (Klaus Spürkel) tritt erstmals in der Folge Schmutziges Gold als Zollbeamter und Kontaktmann für Zaluskowski im Zollfahndungsamt Karlsruhe auf. Später ist er mit Zaluskowski in der internationalen Fahndungsgruppe des Zollkriminalamtes tätig. In der letzten Folge ermittelt er in Hamburg in der Gruppe um Zaluskowski.

### Neben- & Gastrollen
- Werner Schwuchow: Habernoll (1–2)
- Peter Fitz: Schmidt (1, 6)
- Witta Pohl: Elke Zaluskowski (2, 6–8)
- Udo Thomer: Müller (2, 4, 7, 8, 10)
- Hans-Günter Martens: Vorsteher Brauer (2–8, 10, 11, 13–16, 18)
- Dénes Törzs: (Ober-)Staatsanwalt Böhme (3–5, 10, 14)
- Charles Campbell: US Customs Agent James „Jim“ Mason (6, 9, 12, 14, 17)
- Erwin Steinhauer: GrInsp Herczik (9, 14)
- Klaus Spürkel: Wolfgang Haider (11, 13, 17, 18)
- Ulrich Wiggers: KHK Betz (12, 15)
- Petra Zieser: Wegfahrt (13, 15)

In Gastrollen traten bekannte Schauspieler auf wie Hans Häckermann, Susanne Uhlen (Folge 1), Hannelore Elsner (2, 11), Günter Strack (3), Til Erwig (4), Barbara Rütting (5), Thekla Carola Wied (6), Peter Pasetti (7), Ivan Desny (8), Ramin Yazdani (9), Beatrice Richter (10), Jan Fedder (12), Barbara Schnitzler (13), Rolf Becker (14) oder Isa Jank (18).

## Entstehung

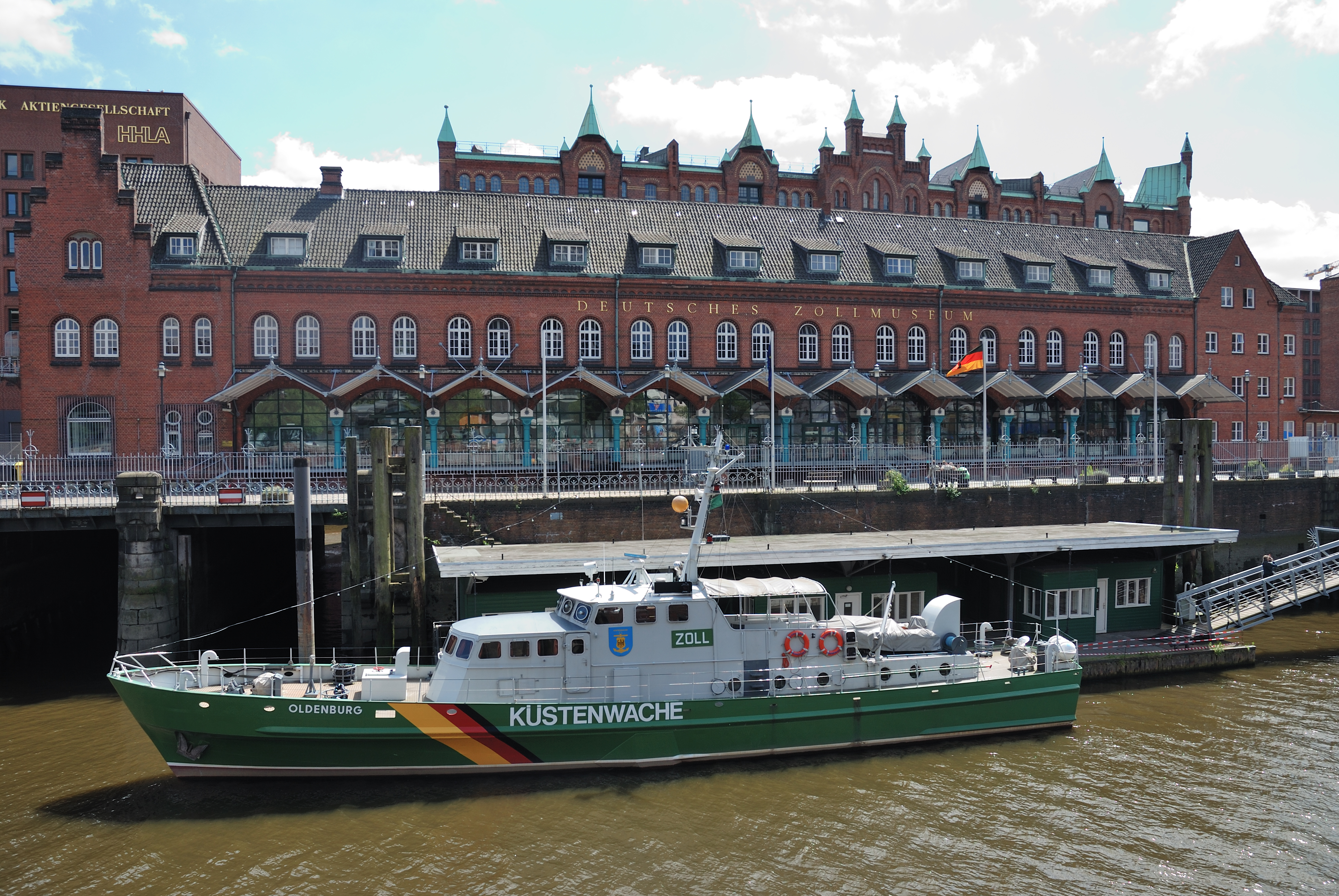
Das ehemalige Zollamt Kornhausbrücke, seit 1992 Sitz des Deutschen Zollmuseums

Drehort der amtsinternen Büroszenen war zunächst das Gebäude des realen Zollfahndungsamts (Alter Wandrahm 17/18, Richtung Wandrahmsfleetbrücke), dann nebenan das ehemalige Zollamt Kornhausbrücke (ab 1992 Deutsches Zollmuseum, Alter Wandrahm 15a/16, Richtung Zollkanal). Das reale Zollfahndungsamt wurde 1993/94 in ein Gebäude der ehemaligen Graf-Goltz-Kaserne nach Hamburg-Rahlstedt verlegt.
Die oft genutzte Gebäudebrücke befand sich zwischen den Blöcken S und U der Speicherstadt und existiert nicht mehr.
In Folge 1 ist Christoph Busses Lied Unser Land zu hören, gesungen von Hans Hartz als Nico Kotten, und in Folge 9 Keith Mermans Here comes your miracle. Das Titelthema der Folgen 1 bis 3 und 6 sowie der DVD-Edition ist:
Die Audiowiedergabe wird in deinem Browser nicht unterstützt. Du kannst die Audiodatei herunterladen.

## Folgen
| #  | Titel               | Thema und rechtlicher Hintergrund | Orte         | Premiere               | Dauer | Regie          | Musik                     |
| -- | ------------------- | --- | ------------ | ---------------------- | ----- | -------------- | ------------------------- |
| 01 | Unser Land          | Hinterziehung von Mineralölsteuer MinöStG 1978, ZollG 1970, EuRHÜ 1959 Art. 2 | CH           | 12. Mai 1982           | 093′  | Dieter Wedel   | Michael Rüggeberg         |
| 02 | Alles in Butter     | Versetzung von als WEP-Nahrungsmittelhilfe bestimmtem Butteröl mit Palmöl Verordnung (EWG) Nr. 303/77, MOG 1972, MFVV/VA 1974 | CH,HE, GP    | 3. Nov. 1982           | 099′  | Dieter Wedel   | Michael Rüggeberg         |
| 03 | Kaltes Fleisch      | Hinterziehung von Einfuhrabgaben (Abschöpfungen) für argentinisches Rindfleisch Verordnung (EWG) Nr. 805/68, AbschErhG 1962, Steuerhehlerei | NL           | 1. Dez. 1982           | 099′  | Marco Serafini | Edward Aniol              |
| 04 | Blauer Dunst        | Zigarettenschmuggel und -fälschung, Rechtshilfe für Italien TabStG 1979, ZollG § 57, EuRHÜ | IT           | 28. Nov. 1984          | 104′  | Theo Mezger    | Jonas C. Haefeli          |
| 05 | Um Knopf und Kragen | Lieferung südkoreanischer Textilien via DDR entgegen Einfuhrkontingenten Verordnung (EWG) Nr. 3589/82, Berliner Abkommen; daneben: Bestechlichkeit eines Zollbeamten | NL           | 23. Dez. 1984          | 113′  | Marco Serafini | Edward Aniol              |
| 06 | Nicht schießen      | Computer-Lieferung in die Sowjetunion, Rechtshilfe für USA IRG 1982, AWG 1961/AWV 1981, ferner StGB 1975 §§ 93–98; daneben: Schussverletzung | US, CH, UK   | 27. März 1985          | 093′  | Dieter Wedel   | Michael Rüggeberg         |
| 07 | Schwarzer Kaffee    | Lieferung ecuadorianischen und brasilianischen Kaffees entgegen Quotenregelung KaffeeÜbk 1983, AWG § 33 | BR           | 20. Jan. 1988 (© 1987) | 104′  | Theo Mezger    | Jonas C. Haefeli          |
| 08 | Zucker-Zucker       | Versetzung mexikanischen Honigs mit sowjetischem Kunsthonig LMBG 1974, HonigV 1976 | (SU)         | 3. Feb. 1988 (© 1987)  | 102′  | Marco Serafini | Riz Ortolani              |
| 09 | Wiener Blut         | Lieferung von Dual-Use-Gütern in den Iran und von Waffen und Sprengstoff aus dem Ostblock nach Nordirland | AT, CH, (UK) | 04. Feb. 1990 (© 1989) | 108′  | Pete Ariel     | Frank Langer, Frank Luchs |
| 10 | Hammelsprung        | Mehrfachexport desselben italienischen Käses aus Schafmilch und Kuhmilchpulver als Schaf(s)käse in die USA (Subventionsbetrug hinsichtlich Ausfuhrerstattung); Beförderung Verordnung (EWG) Nr. 804/68, Verordnung (EWG) Nr. 3445/89/Verordnung (EWG) Nr. 2395/90, MOG 1972, StGB § 264 | IT, CH       | 22. Aug. 1990          | 104′  | Theo Mezger    | Jonas C. Haefeli          |
| 11 | Schmutziges Gold    | Hinterziehung von EUSt für (Anlage-)Gold von Helgoland und aus der Schweiz UStG 1991, Schweiz: VO 6e 1986 | BW           | 18. Sep. 1991          | 104′  | Theo Mezger    | Jonas C. Haefeli          |
| 12 | Stoff               | GER: Drogenschmuggel aus der Türkei und Enttarnung eines verdeckten Ermittlers BtMG 1981 | TR           | 9. Nov. 1991           | 104′  | Theo Mezger    | Jonas C. Haefeli          |
| 13 | Der Rubel rollt     | mehrere Fälle der „Prüfgruppe Transferrubel“ WWSUV Art. 13/EV Art. 29, Beschl. 14/20/90 S. 7, ALB/RGW 1988 § 59, BT-Drs. 13/10900 | DE-Ost       | 14. Feb. 1993 (© 1992) | 093′  | Theo Mezger    | Jonas C. Haefeli          |
| 14 | Made in Germany     | Lieferung von Dual-Use-Gütern (Dentalbohrern, Hochdruckaggregaten) in den Irak BT-Drs. 12/487 | NW           | 1. Sep. 1993           | 088′  | Theo Mezger    | Jonas C. Haefeli          |
| 15 | Mafia Polska        | OK: Zigaretten- und Weizenschmuggel, Kfz-Diebstahl, Zeugenschutz TabStG 1992, Verordnung (EWG) Nr. 1766/92; daneben: Artenschutz (CITES 1973, BNatSchG 1987) | MV,NI, AT    | 25. Dez. 1993          | 089′  | Theo Mezger    | Jonas C. Haefeli          |
| 16 | Mission in Hongkong | Hinterziehung von Antidumpingzoll für Videokassetten aus Hongkong Verordnung (EWG) Nr. 1768/89; daneben: UrhG § 54 (ZPÜ-Leerkassettenabgabe) | BE, HK, MO   | 23. Nov. 1994          | 089′  | Theo Mezger    | Jonas C. Haefeli          |
| 17 | Geld stinkt         | ZKA: Geldwäsche kolumbianischer Drogengelder, Informantengewinnung StGB § 261, FVG § 12a, Schweiz: StGB Art. 305bis | SN,HE, CH    | 15. März 1995          | 089′  | Theo Mezger    | Jonas C. Haefeli          |
| 18 | Im Sumpf            | Verbringung kontaminierter Erde als Stannat auf die Philippinen AbfVerbrG 1994, Verordnung (EWG) Nr. 259/93, Basler Übk 1989 | ST, PH       | 17. Juli 1996 (© 1995) | 089′  | Theo Mezger    | Jonas C. Haefeli          |

## DVDs
Die erste DVD-Box mit den Folgen 1–4 sowie 6–7 ist am 27. Mai 2009 erschienen. Die zweite, am 12. August 2010 erschienene DVD-Box enthält neben den Folgen 8–12 auch die ausgelassene Folge 5 (Um Knopf und Kragen), deren DVD-Veröffentlichung und Ausstrahlung zunächst per einstweiliger Verfügung gestoppt worden war. Sie wurde am Samstag, dem 7. August 2010, um 23.15 Uhr, kurz vor der Veröffentlichung der zweiten DVD-Box, noch einmal im NDR gesendet. Die dritte DVD-Box kam am 26. Mai 2011 in den Verkauf.
Die einstweilige Verfügung gegen die Wiederholung der Folge 5 hatte auch die Verwertung der Folge auf DVD verhindert. Erwirkt hatte diese Verfügung die Firma Georg Haupt Bekleidungswerke GmbH in Lippstadt, da die Redakteure der Serie einer der involvierten Firmen, die unter Umgehung des Welttextilhandelsabkommens mit über die DDR in die BRD verbrachten Hemden handelte, den Namen „Haupt“ gegeben hatten. Anfang 2010 kam es dann zu einer Einigung zwischen dem Bekleidungsunternehmen und dem NDR. Unter der Bedingung, dass in der Folge mehrfach der Hinweis erscheint, dass alle Firmennamen frei erfunden sind, wurde die Verfügung aufgehoben.
Eine DVD-Komplettbox erschien im August 2019.